# Paul Webster (Filmproduzent)
Paul Webster (* 19. September 1952) ist ein britischer Filmproduzent. Er hat sowohl als unabhängiger Produzent als auch für verschiedene Produktionsfirmen gearbeitet und dabei bekannte Filme wie Die Reise des jungen Che (2004) und Stolz und Vorurteil (2005) betreut.

## Leben
Webster startete seinen beruflichen Werdegang in einem Büro in der Nähe des Gate Cinema in London als kaufmännischer Angestellter („Despatch Clerk“). Er verbrachte 10 Jahre im Vertrieb, bevor er Mitte der 1980er Jahre in die Produktion wechselte. Seinem ersten Spielfilm Traumdämon – Dream Demon (1988) von Palace Pictures folgte eine fünfjährige Zusammenarbeit mit Working Title Films, in der er fünf Filme produzierte und deren Niederlassung in Los Angeles errichtete und leitete. Anschließend produzierte er als unabhängiger Filmproduzent Filme für das US-amerikanische Publikum, darunter die von der Kritik gut aufgenommenen Filme Little Odessa (1994), Der Zufallslover (1996) und The Yards – Im Hinterhof der Macht (2000).
Zwischen 1995 und 1997 war er Produktionsleiter („Head of Production“) für Miramax Films, wo er einige Filme betreute, darunter Der englische Patient (1996), Good Will Hunting (1997) und Shakespeare in Love (1998). Im Jahr 1998 ging er zu Channel 4, um den frei verfügbaren Digitalsender Film4 zu gründen. Der Sender war in seiner fünfjährigen Bestehenszeit an der Produktion von einigen Kurzfilmen und über 50 Filmen beteiligt, darunter East is East (1999), Sexy Beast (2000), Jump Tomorrow – Spring morgen (2001), Sturz ins Leere (2003) und Die Reise des jungen Che (2004). Die vom Sender unterstützten Produktionen erhielten über 100 internationale Auszeichnungen und sechs Oscarnominierungen.
2004 gründete Webster zusammen mit Stephen Garrett und Jane Featherstone Kudos Pictures, die Filmabteilung von Kudos Film and Television. Im selben Jahr produzierte er Stolz und Vorurteil für Working Title mit Keira Knightley und Matthew Macfadyen in den Hauptrollen. Im Jahr 2007 folgte Abbitte (2007), der weltweit sehr erfolgreich war, gute Kritiken und sechs Oscarnominierungen erhielt, darunter für den Besten Film. Der Film war auch bei den Golden Globe Awards und den British Academy Film Awards nominiert und erhielt jeweils die Auszeichnung für den Besten Film. Es folgte die erste Produktion der Kudos Pictures, Tödliche Versprechen – Eastern Promises unter der Regie von David Cronenberg, die für einen BAFTA und einen Genie Award für den Besten Film nominiert wurde. Es folgten Miss Pettigrews großer Tag (2008) und der Dokumentarfilm Das Geheimnis der Flamingos (2008) über die Zwergflamingos von Disneynature, einem unabhängigen Filmlabel der Walt Disney Company.

## Filmografie
- 1985: Wings of Death
- 1988: Dream Demon – Traumdämon (Dream Demon)
- 1989: Das lange Elend (The Tall Guy)
- 1991: Mein böser Freund Fred (Drop Dead Fred)
- 1991: Rubin and Ed
- 1992: Bob Roberts
- 1993: Posse – Die Rache des Jessie Lee (Posse)
- 1993: Romeo Is Bleeding
- 1994: Little Odessa
- 1996: Der Zufallslover (The Pallbearer)
- 1997: Gridlock’d – Voll drauf! (Gridlock’d)
- 1998: Die Stimme ihres Lebens (Little Voice)
- 1999: The War Zone (The War Zone)
- 1999: East is East
- 1999: My Life So Far
- 2000: The Filth and the Fury
- 2000: The Yards – Im Hinterhof der Macht (The Yards)
- 2000: Sexy Beast
- 2001: Jump Tomorrow – Spring morgen (Jump Tomorrow)
- 2001: My Brother Tom
- 2001: Late Night Shopping
- 2001: The Emperor’s New Clothes
- 2001: Heiraten für Fortgeschrittene (Crush)
- 2001: Lucky Break – Rein oder raus (Lucky Break)
- 2001: Invincible – Unbesiegbar (Invincible)
- 2001: Birthday Girl
- 2001: Army Go Home! (Buffalo Soldiers)
- 2001: The Warrior
- 2001: Dog Eat Dog
- 2001: Die Liebe der Charlotte Gray (Charlotte Gray)
- 2002: Miranda
- 2002: Once Upon a Time in the Midlands
- 2003: It’s All About Love
- 2003: The Principles of Lust
- 2003: The Actors
- 2003: To Kill a King
- 2003: Sturz ins Leere (Touching the Void)
- 2004: Die Reise des jungen Che (Diarios de motocicleta)
- 2005: Stolz und Vorurteil (Pride and Prejudice)
- 2007: Abbitte (Atonement)
- 2007: Tödliche Versprechen – Eastern Promises (Eastern Promises)
- 2008: Miss Pettigrews großer Tag (Miss Pettigrew Lives for a Day)
- 2008: Das Geheimnis der Flamingos (The Crimson Wing: Mystery of the Flamingos)
- 2010: Brighton Rock
- 2011: Lachsfischen im Jemen (Salmon Fishing in the Yemen)
- 2012: Anna Karenina
- 2013: Redemption – Stunde der Vergeltung (Hummingbird)
- 2013: No Turning Back (Locke)
- 2015: Pan
- 2019: Marie Curie – Elemente des Lebens (Radioactive)

## Ehrungen
Preise und Auszeichnungen:
- 2008: Abbitte – British Academy Film Award (Bester Film)

Nominierungen:
- 2006: Stolz und Vorurteil – Golden Globe Award (Bester Film – Komödie oder Musical)
- 2006: Stolz und Vorurteil – British Academy Film Award (Alexander Korda Award, Bester britischer Film)
- 2008: Abbitte – British Academy Film Award (Alexander Korda Award, Bester britischer Film)
- 2008: Abbitte – Oscar (Bester Film)
- 2008: Tödliches Versprechen – British Academy Film Award (Alexander Korda Award, Bester britischer Film)